# 落儿岭镇
落儿岭镇，是中华人民共和国安徽省六安市霍山县下辖的一个乡镇级行政单位。

## 行政区划
落儿岭镇下辖以下地区：
白云庵村、烂泥坳村、太子庙村、落儿岭村和古桥畈村。